# Freilla
Freilla is een geslacht van vlinders van de familie spinneruilen (Erebidae), uit de onderfamilie Calpinae.

## Soorten
- F. conjuncta Möschler, 1880
- F. humeralis Druce, 1890
- F. resistrix Stoll, 1781
- F. rufipuncta Hampson, 1926
- F. variabilis Druce, 1890